# Havunvetämänkivi
Havunvetämänkivi är en klippa i Finland.   Den ligger i den ekonomiska regionen  Keuru ekonomiska region  och landskapet Mellersta Finland, i den södra delen av landet, 220 km norr om huvudstaden Helsingfors. Havunvetämänkivi ligger 177 meter över havet.
Terrängen runt Havunvetämänkivi är huvudsakligen platt. Havunvetämänkivi ligger uppe på en höjd. Runt Havunvetämänkivi är det glesbefolkat, med 16 invånare per kvadratkilometer. Närmaste större samhälle är Keuru, 14,6 km nordväst om Havunvetämänkivi. I omgivningarna runt Havunvetämänkivi växer i huvudsak blandskog.